# Episodi di Bobobo-bo Bo-bobo
Questa è la lista degli episodi dell'anime Bobobo-bo Bo-bobo.
L'adattamento anime prodotto da Toei Animation e diretto da Hiroki Shibata, è stato trasmesso su TV Asahi dall'8 novembre 2003 al 29 ottobre 2005 per un totale di settantasei episodi.
La versione animata differisce da quella cartacea per l'alleggerimento dei contenuti in essa presenti, come ad esempio la rimozione del concetto di morte o le citazioni ad oltre opere. 
In Italia la serie è stata trasmessa su Jetix dal 3 settembre al 17 dicembre 2007. L'episodio 32.5, il quale è un riassunto degli avvenimenti precedenti, non è mai stato mai mandato in onda nella versione internazionale.

## Lista episodi
| Nº   | Titolo italiano Giapponese 「Kanji」 - Rōmaji | In onda           | In onda           |
| Nº   | Titolo italiano Giapponese 「Kanji」 - Rōmaji | Giapponese        | Italiano          |
| 1    | Un diavolo per capello 「「毛魂」と書いて「スパークリング」と読ませたい…」 - `Ke tamashī' to kaite 'supākuringu' to yoma setai... | 8 novembre 2003   | 3 settembre 2007  |
| 2    | Che tristezza! 「「毛涙」と書いて「センチメンタル」と読んでほしい…」 - `Ke namida' to kaite 'senchimentaru' to yonde hoshī... | 15 novembre 2003  | 4 settembre 2007  |
| 3    | La papera del vicino è sempre più verde! 「26歳のアヒルパンツさぁー！」 - 26-sai no ahiru pantsu saa! | 22 novembre 2003  | 5 settembre 2007  |
| 4    | Un nuovo compagno di avventure 「バババーバ・バーババ！偉大なるキング鼻毛様？」 - Bababa-ba Ba-Baba! Idainaru kingu hanage-sama? | 29 novembre 2003  | 6 settembre 2007  |
| 5    | Chi si scaccola non piglia pesci 「寿司とバニーガール？必殺！お茶漬けビーム！！」 - Sushi to banī gāru? Hissatsu! Ochadzuke bīmu!! | 6 dicembre 2003   | 7 settembre 2007  |
| 6    | Pasta... il pasto perfetto 「「恐るべし究極奥義ソーメン真拳！コ・ン・ニ・チ・ハ！！」」 - `Osorubeshi kyūkyoku ōgi sōmen ma ken! Ko.n.ni.chi.wa!!' | 13 dicembre 2003  | 10 settembre 2007 |
| 7    | La videoteca della paura 「「第10回ミスにわとりクィーンにわ子と謎の番人ソフトン」」 - `Dai 10-kai misu niwatori ku~īn ni wa ko to nazo no ban'nin sofuton' | 20 dicembre 2003  | 11 settembre 2007 |
| 8    | Andiamo tutti matti per il gelato! 「魂の解放それは、ピロピロピロピロ･･･ピロッチ!」 - Tamashī no kaihō sore wa, Piro-Piro-Piro-Piro...Pirochi! | 10 gennaio 2004   | 12 settembre 2007 |
| 9    | Un'aria pesante 「謎の少年の正体とオナラ真拳!アスパラ食っとけ!」 - Nazo no shōnen no shōtai to onara ma ken! Asupara kuttoke! | 17 gennaio 2004   | 13 settembre 2007 |
| 10   | Occhio all'effetto Gasser 「守れ！地球環境 合言葉はおならプップー 臭くな～い!!」 - Mamore! Chikyū kankyō aikotoba wa onara puppū kusakunai!! | 24 gennaio 2004   | 14 settembre 2007 |
| 11   | Un uccello in pericolo può fare il finto pollo ma puzza sempre come un piccione 「オナラ真拳を使わずに敵を倒せば故郷を救う手伝いをしてやる！」 - Onara ma ken o tsukawazu ni teki o taoseba furusato o sukuu tetsudai o shite yaru!                                     | 31 gennaio 2004   | 17 settembre 2007 |
| 12   | Il mondo incantato del nemico di Bo: il generale Gelatina 「ぷるんぷるんしている強敵出現!その名はところ天の助」 - Purunpurun shite iru kyōteki shutsugen! Sononaha Tokoro Tennosuke                                                                                     | 7 febbraio 2004   | 18 settembre 2007 |
| 13   | Il rap delle montagne russe di Bo-Bobo 「激撮!遊園地 24時 暴かれたカバの黒幕!」 - Geki to! Yūenchi 24-ji abaka reta kaba no kuromaku! | 14 febbraio 2004  | 19 settembre 2007 |
| 14   | La festa fantasmagorica di Bo-Bobo 「お化け屋敷で結婚式 パパママ あたし幸せになります･･･」 - Obakeyashi de kekkonshiki papa mama atashi shiawase ni narimasu... | 21 febbraio 2004  | 20 settembre 2007 |
| 15   | Generale Gelatina: supremo nemico dei capelli o codardo dessert 「プルプル真拳奥義!ところ天鉄砲炸裂!でも味がな～い」 - Purupuru ma ken ōgi! Tokoro ten teppō sakuretsu! Demo aji ganai                                                                                  | 28 febbraio 2004  | 21 settembre 2007 |
| 16   | Nessuna caccola nei paraggi 「さらば最強の敵 ところ天の助!こんばんは新たな敵 田楽マン!」 - Saraba saikyō no teki Tokoro Tennosuke! Konbanwa aratana teki dengaku man!                                                                                                   | 6 marzo 2004      | 24 settembre 2007 |
| 17   | Quella bambola di Beauty 「リーゼントVSアフロ 永遠の宿敵（ライバル）純情派!」 - Rīzento VS Afuro eien no shukuteki (raibaru) junjō-ha! | 13 marzo 2004     | 25 settembre 2007 |
| 18   | Non è bello ciò che è bello ma è Beauty ciò che piace 「潜入!軍艦の要塞 スッパイ大作戦!」 - Sen'nyū! Gunkan no yōsai suppai dai sakusen! | 3 aprile 2004     | 26 settembre 2007 |
| 19   | I peli nasali annodati del destino... Chi passerà l'esame? 「絡まる宿命の鼻毛!ここ次のテストに出ます!」 - Karamaru shukumei no hanage! Koko-ji no tesuto ni demasu! | 3 aprile 2004     | 27 settembre 2007 |
| 20   | Il mondo della Dea Chiacchierona: il luogo più smielato sulla Terra 「世界新紀行!バビロンの奥地にボーボボの弱点を見た!」 - Sekai shin kikō! Babiron no okuchi ni Bōbobo no jakuten o mita!                                                                              | 1º maggio 2004    | 28 settembre 2007 |
| 21   | Addio Bo-Bobo! Non ci rivedremo mai più? 「さらばボーボボ!?最終鼻毛決戦!でも最終回じゃな～い!」 - Saraba Bōbobo!? Saishū hanage kessen! Demo saishūkai janai! | 8 maggio 2004     | 1º ottobre 2007   |
| 22   | Hatenco -il Fusto- ha la chiave del tuo cuore! 「謎のイケメン登場!キミのハートをLOCKする!!」 - Nazo no ikemen tōjō! Kimi no hāto o LOCK suru!! | 15 maggio 2004    | 2 ottobre 2007    |
| 23   | Agguato alla dimora macchiata di sangue 「ようこそ邪血館へ!帰ってきたアヒルパンツさぁー!!」 - Yōkoso yokoshima chi-kan e! Kaettekita ahiru pantsu saa!! | 29 maggio 2004    | 3 ottobre 2007    |
| 24   | Il terrificante Blocco Z è qui 「恐怖のZブロック基地出現!海だ!クイズだ!許して仮面だ!!」 - Kyōfu no Z burokku kichi shutsugen! Umida! Kuizu da! Yurushite kamenda!! | 5 giugno 2004     | 4 ottobre 2007    |
| 25   | Un nuovo Bo-Bobo nel suo vecchio Bobo bozzolo! 「誕生!NEWボーボボ WITH ハンペン お父さんは頑張っているゾ!」 - Tanjō! Nyū Bō-bobo WITH hanpen otōsan wa ganbatte iru zo!                                                                                                 | 12 giugno 2004    | 5 ottobre 2007    |
| 26   | Dengaku Man! Folletto o Pitbull? O ti ama o ti odia! 「再び最強の敵！田楽マン!!友だち何人できるかな?」 - Futatabi saikyō no teki! Dengaku man!! Tomodachi nanijin dekiru ka na?                                                                                         | 19 giugno 2004    | 8 ottobre 2007    |
| 27   | 「戦慄!伝説のハジケ基地!!もう涙をお拭き『ぬ』のハンカチで･･･」 - Senritsu! Densetsu no Hajike kichi!! Mō namida o o fuki “nu” no hankachi de | 10 luglio 2004    | 9 ottobre 2007    |
| 28   | 「死闘!鼻毛真拳VS米真拳!!仲良くケンカしな♪」 - Shitō! Hanage ma ken VS Amerika ma ken!! Nakayoku kenka-shina ♪ | 17 luglio 2004    | 10 ottobre 2007   |
| 29   | 「ボーボボ&ライスの３０分クッキング!奥様、今夜のメニューにいかが?」 - Bō-bobo & raisu no 30-bu kukkingu! Okusama, kon'ya no menyū ni ikaga? | 24 luglio 2004    | 11 ottobre 2007   |
| 30   | 「風雲忍者城!クチビルにルビーにブタのおしり･･･ってどんなアニメじゃ～!!」 - Fūun ninja-jō! Kuchibiru ni rubī ni buta no oshiri tte don'na anime ja!! | 7 agosto 2004     | 12 ottobre 2007   |
| 31   | 「必殺五忍衆VSボーボボオールスターズ!赤ちゃんへっくんも大暴走!」 - Hissatsu go shinobu shuu VS Bōboboō rusutāzu! Akachan hekkun mo dai bōsō! | 4 settembre 2004  | 15 ottobre 2007   |
| 32   | 「行け!ボボパッチの助!ママチャリで!!!…マジで!?」 - Ike! Bobo Patchi no suke! Mamachari de!!!... Majide!? | 4 settembre 2004  | 16 ottobre 2007   |
| 32.5 | 「お待たせ!新装開店!!遂に来たのね、パチ美の時代が♥」 - Omatase! Shinsō kaiten!! Tsuini kita no ne, pachi bi no jidai ga ♥ | 23 ottobre 2004   | inedito           |
| 32.5 | Episodio riassuntivo. |                   |                   |
| 33   | 「OVER！テメーはオレがぶっ倒す！って天の助が言ってました～！！！」 - OVER! Temē wa ore ga buttaosu! Tte ten no suke ga ittemashita!!! | 30 ottobre 2004   | 17 ottobre 2007   |
| 34   | 「皆様大変永らくお待たせ致しました！遂に登場！魚雷ガール！！」 - Minasama taihen nagaraku o mata se itashimashita! Tsuini tōjō! Gyorai gāru!! | 6 novembre 2004   | 18 ottobre 2007   |
| 35   | 「魚雷ガールよ！！地球にかわってお裁きよ♪」 - Gyorai gāru yo!! Chikyū ni kawatte o sabaki yo ♪ | 13 novembre 2004  | 19 ottobre 2007   |
| 36   | 「ハレルヤランドへ出発進行！この先は地獄！？」 - Hareruya Rando e shuppatsu shinkō! Konosaki wa jigoku!? | 20 novembre 2004  | 22 ottobre 2007   |
| 37   | 「ハレルヤランドで大暴れ！みんな子供になっちゃいまちた♪」 - Hareruya Rando de dai abare! Min'na kodomo ni natchi ~yaimachita ♪ | 27 novembre 2004  | 23 ottobre 2007   |
| 38   | 「マネーキャッスルへ突撃開始！でも途中で寄り道させて！」 - Manēky assuru e totsugeki kaishi! Demo tochū de yorimichi sa sete! | 4 dicembre 2004   | 24 ottobre 2007   |
| 39   | 「決戦！獄殺３兄弟ＶＳハジケトリオ！チームワークはどっちが上！？」 - Kessen! Goku ya 3 kyōdai VS hajiketorio! Chīmuwāku wa dotchiga-jō!? | 11 dicembre 2004  | 25 ottobre 2007   |
| 40   | 「打倒ハレクラニ！そんなことよりお金を拾おう♪」 - Datō harekurani! Son'na koto yori okane o hiroou ♪ | 8 gennaio 2005    | 26 ottobre 2007   |
| 41   | 「ハレクラニとゴージャス対決！見よ、スーパーイリュージョン！！」 - Harekurani to gōjasu taiketsu! Miyo, sūpā iryūjon!! | 15 gennaio 2005   | 29 ottobre 2007   |
| 42   | 「おもしろスゴロク発動！みんなそろってサービスしちゃう♪」 - Omoshiro sugoroku hatsudō! Min'na sorotte sābisu shi chau ♪ | 22 gennaio 2005   | 30 ottobre 2007   |
| 43   | 「ハレクラニ最終決戦 遂に決着！・・・と思ったら新たな敵！？」 - Harekurani saishū kessen tsuini ketchaku! ...to omottara aratana teki!? | 29 gennaio 2005   | 31 ottobre 2007   |
| 44   | 「電脳６闘騎士参上！男バレリーナも魅せちゃいます[ハート]」 - Den'nō 6 toukishi sanjō! Otoko barerīna mo mise chaimasu [hāto] | 5 febbraio 2005   | 1º novembre 2007  |
| 45   | 「奈落の底へご招待！？空中決戦！バンジーバトル開始！！」 - Naraku no soko e go shōtai!? Kūchū kessen! Banjī batoru kaishi!! | 12 febbraio 2005  | 2 novembre 2007   |
| 46   | 「闇からの正義の使者！？魚雷女教師ぎょら～べ～見参！！」 - Yami kara no seigi no shisha!? Gyorai jokyōshi gyo rabe kenzan!! | 19 febbraio 2005  | 5 novembre 2007   |
| 47   | 「イチかバチかの激烈バトル！！タマネギさんも出るよ♪」 - Ichi ka bachi ka no gekiretsu batoru!! Tamanegi-san mo deru yo ♪ | 26 febbraio 2005  | 6 novembre 2007   |
| 48   | 「マジカル☆ガール田ボちゃん登場！恋の呪文はガバパビッチ！？」 - Majikaru ☆ gāru denbo-chan tōjō! Koi no jumon wa Gabapabitchi!? | 5 marzo 2005      | 7 novembre 2007   |
| 49   | 「超難解？ＩＱバトル開始！ギガよ、かかってこいや～！！」 - Chō nankai? IQ batoru kaishi! Giga yo, kakatte koi ya!! | 12 marzo 2005     | 8 novembre 2007   |
| 50   | 「暴かれた封印 超（スーパー）ギガ出現！ボク達そっちに寝返ります♥」 - Abaka reta fūin-chō (sūpā) giga shutsugen! Boku-tachi sotchi ni negaerimasu ♥ | 19 marzo 2005     | 9 novembre 2007   |
| 51   | 「芸術パワーVS（バーサス）鼻毛魂！くらえ！ハジケトリオの熱き鉄拳！！」 - Geijutsu pawā VS (bāsasu) hanage tamashī! Kurae! Hajike Torio no atsuki tekken!! | 26 marzo 2005     | 12 novembre 2007  |
| 52   | 「お帰りへっくん♪新たな旅の始まり始まり～！」 - O kaeri hekkun ♪ aratana tabi no hajimari hajimari!「来ちゃった新しい敵！橋の上でのデスマッチ！！」 - Kichatta atarashī teki! Hashi no ue de no desu matchi!!                                                           | 9 aprile 2005     | 13 novembre 2007  |
| 53   | 「みんなでパワーアップ！新コスチュームは５８２円？」 - Min'na de pawā appu! Shin kosuchūmu wa 582-en?「敵は最凶のご先祖様？パワーアップも役に立ちませ～ん！！」 - Teki wa sai kyō no go senzo-sama? Pawā appu mo yakunitachimase!!                                      | 16 aprile 2005    | 14 novembre 2007  |
| 54   | 「行けスーパーボーボボ！愛の力発揮しちゃいま～す♪」 - Ike sūpā Bōbobo! Ai no chikara hakki shicha imasu ♪「お花畑でルンルンバトル！お花の香りは死の香り？」 - Ohanabatake de runrun batoru! Ohana no kaori wa shi no kaori?                                             | 23 aprile 2005    | 15 novembre 2007  |
| 55   | 「おまたせ破天荒♪派閥作って仲間割れ！？」 - Omatase hatenkō ♪ habatsu tsukutte nakamaware!?「進め暴走ガジェット君！敵も味方も突き飛ばせ！！」 - Susume bōsō ga jetto-kun! Teki mo mikata mo tsukitobase!!                                                               | 30 aprile 2005    | 16 novembre 2007  |
| 56   | 「ドレスチェンジでＳＦ決戦！見よ！我ら新トリオ！！」 - Doresuchenji de SF kessen! Miyo! Warera shin torio!!「予測不能の世界ツアー！ラブラブワゴンでいざ出～発！！」 - Yosoku funō no sekai tsuā! Raburabu wagon de iza de hatsu!!                                       | 7 maggio 2005     | 19 novembre 2007  |
| 57   | 「地獄のウォータースライダー！敵は！ピチピチマンボウに水着ギャル！？」 - Jigoku no uōtā suraidā! Teki wa! Pichi pichi manbou ni mizugi gyaru!?「突撃 ラブラブ魚雷先生！ ふざけた奴は許さな～い！！」 - Totsugeki rabu rabu gyorai sensei! Fuzaketa yatsu wa yurusanai!! | 14 maggio 2005    | 20 novembre 2007  |
| 58   | 「氷上のマシンバトル！ルール無用で大激戦！」 - Hikami no mashin batoru! Rūru muyō de dai gekisen!「罰ゲームは氷づけ そりゃ冷たいぜベィビー！！」 - Batsu gēmu wa kōri-dzuke sorya tsumetai ze beibī!!                                                                   | 21 maggio 2005    | 21 novembre 2007  |
| 59   | 「ハジケ合体パッチボボ！おふざけ無しのガチンコバトル！？」 - Hajike gattai Patchi Bobo! O fuzake-nashi no gachinko batoru!?「激闘！恋の三角関係！！メリーゴーランドでルンルンバトル！？」 - Gekitō! Koi no sankaku kankei!! Merī gōrando de run run batoru!?            | 28 maggio 2005    | 22 novembre 2007  |
| 60   | 「運命の三択！ 良い現世、悪い天国、普通の地獄！？」 - Unmei no mitaku! Yoi gense, warui tengoku, futsū no jigoku!?「米の貴公子ライス参上！ 敵も味方も大混戦！！」 - Amerika no kikōshi raisu sanjō! Teki mo mikata mo dai konsen!!                                      | 4 giugno 2005     | 23 novembre 2007  |
| 61   | 「ウルトラサービス全開！！見て?ムダに美しいコノ姿！？」 - Urutora sābisu zenkai!! Mite? Muda ni utsukushī Kono sugata!?「幻獣vs首領パッチ！！データ無しでも踏んばれゴエモン！！」 - Genjū vs shuryō Patchi!! Dēta nashi demo funbare Goemon!!                           | 11 giugno 2005    | 26 novembre 2007  |
| 62   | 「ここは死の国夢の国！ねむ～れ、ねむ～れ、レームレム♪」 - Koko wa shi no kuni yume no kuni! Nemure, nemure, Rēmu Remu ♪「決戦！レム・スリープワールド！！みんな揃ってねんねしなっ！！」 - Kessen! Remu surī puwārudo!! Min'na sorotte nen'ne shi natsu!!                | 18 giugno 2005    | 27 novembre 2007  |
| 63   | 「今、あばかれるレムの過去！涙の感動ストーリー（^^；）」 - Ima, abaka eru Remu no kako! Namida no kandō sutōrī (^^;)「強敵ランバダｖｓ黒太陽の力！４倍返しでちょっと反撃（^0^）」 - Kyōteki Ranbada vs kuro taiyō no chikara! 4-Bai-gaeshi de chotto hangeki (^ 0 ^)    | 25 giugno 2005    | 28 novembre 2007  |
| 64   | 「ポリゴンでイケイケ！！ 舞踊も美容も の～りのり！？」 - Porigon de ikeike!! Buyō mo biyō mo nori nori!?「反撃レトロゲーム（^0^）Ｖ見るとやるとは大違い！？」 - Hangeki retoro gēmu (^ 0 ^) V miru to yaru to wa dai chigai!?                                           | 2 luglio 2005     | 29 novembre 2007  |
| 65   | 「熱闘おでんデスマッチ！ ボーボボ対ハンペン！！」 - Nettō oden desu matchi! Bōbobo tai hanpen!!「衝撃！ハンペン承の力！！ ハンペンの夜明けは近い？！」 - Shōgeki! Hanpen uketamawa no chikara!! Hanpen no yoake wa chikai?!                                             | 9 luglio 2005     | 30 novembre 2007  |
| 66   | 「おかずはバッチリ（＾０＾） お手軽弁当まいどあり～♪」 - Okazu wa batchiri (^ 0 ^) otegaru bentō maido ari ~♪「僕の名は天ボボ！ 争いは嫌いです（^o^）」 - Boku no na wa ten bobo! Arasoi wa kiraidesu (^ o ^)                                                           | 16 luglio 2005    | 3 dicembre 2007   |
| 67   | 「ケタ外れに強ぉ～い！ 非情無情のヒーロー☆見参！！」 - Keta hazure ni tsuyo~i! Hijō mujō no hīrō ☆ kenzan!!「開かれし悪魔の扉・・・！ 闇の皇帝ついに始動！！」 - Aka reshi akuma no tobira! Yami no kōtei tsuini shidō!!                                                | 30 luglio 2005    | 4 dicembre 2007   |
| 68   | 「発表！人気投票！！ 1位は誰？オレ？」 - Happyō! Ninki tōhyō! ! 1-I wa dare? Ore?「ＯＶＥＲvs３世vsボーボボ！ 最凶奥義の三つ巴決戦！！」 - OVERvs 3-sei vs Bōbobo! Saikyō ōgi no mitsudomoe kessen!!                                                                    | 6 agosto 2005     | 5 dicembre 2007   |
| 69   | 「脅威！真紅と青藍真拳！！ 対アフロ黄金郷！！」 - Kyōi! Shinku to ao ai ma ken!! Tai afuro ōgonkyō!!「ボーボボ飲んで大変身！ 見た目はショボイが超強ォ～い！！」 - Bōbobo nonde dai henshin! Mitame wa shoboi ga chō tsuyo~i!!                                           | 20 agosto 2005    | 6 dicembre 2007   |
| 70   | 「ついに決着！！ ツル・ツルリーナ三世撃破！！」 - Tsuini ketchaku!! Tsuru tsururīna san-sei gekiha!!「開幕！新皇帝決定戦！！ ボーボボ一行殴りこみ！！」 - Kaimaku! Shin kōtei kettei-sen!! Bōbobo ikkō naguri komi!!                                                    | 27 agosto 2005    | 7 dicembre 2007   |
| 71   | 「ビュティ危機一髪!! 私一人デモ闘います!!」 - Byuti kiki ippatsu!! Watashi hitori demo tatakaimasu!!「ウマイ♥が負けよ！ めざせ世界最高ラーメン！！」 - Umai ♥ ga make yo! Mezase sekai saikō rāmen!!                                                                    | 17 settembre 2005 | 10 dicembre 2007  |
| 72   | 「開始！ バッチ争奪戦!! 金のバッチが強者の証！」 - Kaishi! Batchi sōdatsu-sen!! Kin no batchi ga tsuwamono no akashi!「突っ走れ！ボボボＴＶ局！ 出た～脅威の視聴率！！」 - Tsuppashire! Bobobo TV-kyoku! Deta~kyōi no shichō-ritsu!!                                    | 24 settembre 2005 | 11 dicembre 2007  |
| 73   | 「バッチ争奪バトルロイヤル!! 懐かしキャラとのドリームマッチ!?」 - Batchi sōdatsu batoru roiyaru!! Natsukashi kyara to no dorīmu matchi!?「サンバＤＥボーボボ！！ 夜叉にやまんばにサンバマン！？」 - Sanba DE Bōbobo!! Yasha ni ya manba ni Sanbaman!?                   | 1º ottobre 2005   | 12 dicembre 2007  |
| 74   | 「バトルステージは巨大化へっくん！赤ちゃんモード発動!!」 - Batoru sutēji wa kyodai-ka hekkun! Akachan mōdo hatsudō!!「変身！ 怒りの怒怒怒怒怒怒んパッチ！！」 - Henshin! Ikari no DoDoDoDoDoDon Patchi!!                                                                | 8 ottobre 2005    | 13 dicembre 2007  |
| 75   | 「最終決戦に突入！恐怖の生贄時計盤登場！！」 - Saishū kessen ni totsunyū! Kyōfu no ikenie tokei-ban tōjō!!「怒りのスーパーボーボボ！反撃の巨大鼻毛にクマさん登場！？」 - Ikari no Sūpā Bōbobo! Hangeki no kyodai hanage ni kumasan tōjō!?                               | 22 ottobre 2005   | 14 dicembre 2007  |
| 76   | 「スーパー田ボ参上！！ 愛と平和のカウントダウン？！」 - Sūpā denbo sanjō!! Ai to heiwa no kauntodaun?!「ついに最終決戦！！鼻毛真拳FOREVER！！」 - Tsuini saishū kessen!! Hanage ma ken FOREVER!!                                                                        | 29 ottobre 2005   | 17 dicembre 2007  |

## Home video

### Giappone
Gli episodi di Bobobo-bo Bo-bobo sono stati pubblicati per il mercato home video nipponico in edizione DVD dal 23 giugno 2004 al 26 luglio 2006.
| N° | Data              | Episodi | Fonte  |
| -- | ----------------- | ------- | ------ |
| 1  | 23 giugno 2004    | 1-3     | [ 4 ]  |
| 2  | 22 luglio 2004    | 4-6     | [ 6 ]  |
| 3  | 25 agosto 2004    | 7-9     | [ 7 ]  |
| 4  | 23 settembre 2004 | 10-12   | [ 8 ]  |
| 5  | 20 ottobre 2004   | 13-15   | [ 9 ]  |
| 6  | 25 novembre 2004  | 16-18   | [ 10 ] |
| 7  | 22 dicembre 2004  | 19-21   | [ 11 ] |
| 8  | 26 gennaio 2005   | 22-24   | [ 12 ] |
| 9  | 23 febbraio 2005  | 25-27   | [ 13 ] |
| 10 | 24 marzo 2005     | 28-30   | [ 14 ] |
| 11 | 20 aprile 2005    | 31-32   | [ 15 ] |
| 12 | 25 maggio 2005    | 33-35   | [ 16 ] |
| 13 | 22 giugno 2005    | 36-38   | [ 17 ] |
| 14 | 20 luglio 2005    | 39-41   | [ 18 ] |
| 15 | 24 agosto 2005    | 42-44   | [ 19 ] |
| 16 | 28 settembre 2005 | 45-47   | [ 20 ] |
| 17 | 26 ottobre 2005   | 48-50   | [ 21 ] |
| 18 | 23 novembre 2005  | 51-53   | [ 22 ] |
| 19 | 21 dicembre 2005  | 54-56   | [ 23 ] |
| 20 | 25 gennaio 2006   | 57-59   | [ 24 ] |
| 21 | 22 febbraio 2006  | 60-62   | [ 25 ] |
| 22 | 23 marzo 2006     | 63-65   | [ 26 ] |
| 23 | 26 aprile 2006    | 66-68   | [ 27 ] |
| 24 | 24 maggio 2006    | 69-71   | [ 28 ] |
| 25 | 28 giugno 2006    | 72-75   | [ 29 ] |
| 26 | 26 luglio 2006    | 76-77   | [ 5 ]  |